# Eurysops esau
Eurysops esau är en skalbaggsart som beskrevs av Louis Alexandre Auguste Chevrolat 1855. Eurysops esau ingår i släktet Eurysops och familjen långhorningar.
Artens utbredningsområde är:
- Gabon.
- Liberia.

Inga underarter finns listade i Catalogue of Life.